# Pintu Gobang
Pintu Gobang is een bestuurslaag in het regentschap Kuantan Singingi van de provincie Riau, Indonesië. Pintu Gobang telt 2319 inwoners (volkstelling 2010).